# Yohei Kurakawa
Yohei Kurakawa (藏川 洋平 Kurakawa Yohei?), född 10 augusti 1977 i Yamaguchi prefektur, är en japansk fotbollsspelare.
Kurakawa började sin karriär 2000 i Yokohama F. Marinos. Efter Yokohama F. Marinos spelade han för FC Horikoshi, Kashiwa Reysol, Roasso Kumamoto och Suzuka Unlimited FC. Med Kashiwa Reysol vann han japanska ligan 2011. Han avslutade karriären 2018.